# Éric Lacroix
Éric Lacroix, född 15 juli 1971, är en kanadensisk före detta professionell ishockeyforward som tillbringade åtta säsonger i den nordamerikanska ishockeyligan National Hockey League (NHL), där han spelade för Toronto Maple Leafs, Los Angeles Kings, Colorado Avalanche, New York Rangers och Ottawa Senators. Han producerade 137 poäng (67 mål och 70 assists) samt drog på sig 361 utvisningsminuter på 472 grundspelsmatcher.
Lacroix spelade också för St. John's Maple Leafs i American Hockey League (AHL); Phoenix Roadrunners i International Hockey League (IHL) samt St. Lawrence Saints i National Collegiate Athletic Association (NCAA).
Han draftades av Toronto Maple Leafs i sjunde rundan i 1990 års draft som 136:e spelare totalt.
Efter spelarkarriären har Lacroix varit bland annat videotränare samt chef och vicepresident för Colorado Avalanches ishockeyverksamhet; ägt och under en säsong varit assisterande tränare för Arizona Sundogs samt varit talangscout för Phoenix Coyotes.
Han är son till Pierre Lacroix.

## Statistik
| 1989–1990   | The Governor's Academy |             | 25  | 23 | 18 | 41  | —   | —  | —  | — | —  | —  |
| 1990–1991   | St. Lawrence Saints    | NCAA        | 35  | 13 | 11 | 24  | 35  | —  | —  | — | —  | —  |
| 1991–1992   | St. Lawrence Saints    | NCAA        | 34  | 11 | 20 | 31  | 40  | —  | —  | — | —  | —  |
| 1992–1993   | St. John's Maple Leafs | AHL         | 76  | 15 | 19 | 34  | 59  | 9  | 5  | 3 | 8  | 4  |
| 1993–1994   | Toronto Maple Leafs    | NHL         | 3   | 0  | 0  | 0   | 2   | 2  | 0  | 0 | 0  | 0  |
|             | St. John's Maple Leafs | AHL         | 59  | 17 | 22 | 39  | 69  | 11 | 5  | 3 | 8  | 6  |
| 1994–1995   | Los Angeles Kings      | NHL         | 45  | 9  | 12 | 21  | 16  | —  | —  | — | —  | —  |
|             | St. John's Maple Leafs | AHL         | 1   | 0  | 0  | 0   | 2   | —  | —  | — | —  | —  |
|             | Phoenix Roadrunners    | IHL         | 59  | 17 | 22 | 39  | 69  | —  | —  | — | —  | —  |
| 1995–1996   | Los Angeles Kings      | NHL         | 72  | 16 | 16 | 32  | 110 | —  | —  | — | —  | —  |
| 1996–1997   | Colorado Avalanche     | NHL         | 81  | 18 | 18 | 36  | 26  | 17 | 1  | 4 | 5  | 19 |
| 1997–1998   | Colorado Avalanche     | NHL         | 82  | 16 | 15 | 31  | 84  | 7  | 0  | 0 | 0  | 6  |
| 1998–1999   | Colorado Avalanche     | NHL         | 7   | 0  | 0  | 0   | 2   | —  | —  | — | —  | —  |
|             | Los Angeles Kings      | NHL         | 27  | 0  | 1  | 1   | 12  | —  | —  | — | —  | —  |
|             | New York Rangers       | NHL         | 30  | 2  | 1  | 3   | 4   | —  | —  | — | —  | —  |
| 1999–2000   | New York Rangers       | NHL         | 70  | 4  | 8  | 12  | 24  | —  | —  | — | —  | —  |
| 2000–2001   | New York Rangers       | NHL         | 46  | 2  | 3  | 5   | 39  | —  | —  | — | —  | —  |
|             | Ottawa Senators        | NHL         | 9   | 0  | 1  | 1   | 4   | 4  | 0  | 1 | 1  | 0  |
| NHL totalt  | NHL totalt             | NHL totalt  | 472 | 67 | 70 | 137 | 361 | 30 | 1  | 5 | 6  | 25 |
| AHL totalt  | AHL totalt             | AHL totalt  | 136 | 32 | 41 | 73  | 130 | 20 | 10 | 6 | 16 | 10 |
| NCAA totalt | NCAA totalt            | NCAA totalt | 69  | 24 | 31 | 55  | 75  | —  | —  | — | —  | —  |